# Rifugio Ventina
Il rifugio Ventina è un rifugio alpino della Valmalenco situato al confine meridionale dell'alpe Ventina, ad una quota di 1960 m, nelle Alpi Retiche occidentali, sorge accanto al rifugio Gerli-Porro.
Fa parte dei rifugi tappa dell'Alta via della Valmalenco, è infatti il punto di arrivo della seconda tappa (rifugio Bosio-alpe Ventina) e punto di partenza della terza tappa (alpe Ventina-Chiareggio).

## Accessi
- Da Chiareggio seguendo la strada sterrata 1 ora circa.
- Da San Giuseppe passando per le bocchette del cane 5 ore circa.
- Da Primolo passando dal passo Ventina 7 ore circa.

## Escursioni
- Lago Pirola in 1,30 ore
- Alpe Zocche in 40 minuti
- Ghiacciaio del Ventina in 1,30 ore